# Dubai Pearl
Dubai Pearl war der Name eines Wolkenkratzer-Projekts in Dubai. Die Baustelle ist mittlerweile abgetragen und der Rohbau wurde in mehreren Phasen gesprengt.
Der Bau der Hochhausgruppe auf dem fast 500 Meter Durchmesser zählenden Rondellgrundstück vor Palm Jumeirah begann im Jahr 2008 und sollte bis 2018 in Phasen abgeschlossen werden. Das Gebäudeensemble sollte eine Höhe von 300 Metern erreichen.
Besonders beeindrucken sollte das Bauwerk aber nicht durch seine Höhe, sondern durch seine gewaltigen Proportionen. Es sollte aus vier Türmen bestehen, die oben und unten miteinander verbunden worden wären. Das äußerst kompakte Gebäude sollte 73 Etagen haben und dabei eine Nutzfläche von 1,8 Millionen Quadratmetern bieten. Das entspricht der Nutzfläche von 18 mittelgroßen Wolkenkratzern mit jeweils 100.000 Quadratmetern. Das Gebäude hätte aufgrund seiner Dimensionen weitaus mehr Nutzfläche geboten als Wolkenkratzer vergleichbarer Höhe. Die Fassade sollte zur optischen Kaschierung mit blau schimmerndem Glas verkleidet werden. Dubai Pearl sollte eine in sich geschlossene Enklave für einige zehntausend Menschen bilden und u. a. Wohnungen, Büros, sieben Hotels, ein Theater mit 1800 Plätzen, Entertainment, Einzelhandel und Gastronomie beherbergen.
Seiner Funktion nach sollte Dubai Pearl mit dem etwas niedrigeren Rockefeller Center in New York City vergleichbar sein. Die aus Abu Dhabi kommende Al Fahim Group finanzierte das Bauprojekt.
Der Bau des Hochhauskomplexes ist aus unbekannten Gründen gestoppt worden. 